# Clarence Islands
Clarence Islands är öar i Kanada.   De ligger i territoriet Nunavut, i den nordöstra delen av landet, 3 000 km nordväst om huvudstaden Ottawa.
Trakten runt Clarence Islands består i huvudsak av gräsmarker.